# Boganida
Die Boganida (russisch Боганида) ist ein 366 km langer linker Nebenfluss der Cheta, ein Quellfluss der Chatanga, im nördlichen Sibirien.

## Verlauf
Der Flusslauf der Boganida liegt südlich der Taimyr-Halbinsel im Nordsibirischen Tiefland in der russischen Region Krasnojarsk. Die Boganida entsteht durch den Zusammenfluss von Kegerdi (links) und Chopsokkon (rechts). Der Kegerdi entwässert den Labassee, während der Chopsokkon den Abfluss des kleineren Tonskoje-Sees bildet. Die Boganida fließt mit engen Mäandern in südwestlicher Richtung und mündet schließlich in die von Westen kommende Cheta. Das Einzugsgebiet der Boganida umfasst 10700 km². 